# Maison du Boucher
La Maison du Boucher est un édifice situé dans la ville de Billom, en France.

## Généralités
La maison est située rue des boucheries, sur le territoire de la commune de Billom, dans le département du Puy-de-Dôme, en région Auvergne-Rhône-Alpes, en France.

## Histoire
Construite au XVe siècle, la maison doit vraisemblablement son nom au chef de la corporation des bouchers. Elle était probablement un centre d'activité commerciale, avec une boutique au rez-de-chaussée et des pièces d'habitation aux étages. Au XVIIIe siècle, certaines parties du bâtiment ont été remaniées, notamment l'ajout d'un cellier et des cuisines.
Au fil du temps, la maison a subi des dégradations et a même été abandonnée au début du XXe siècle. En 1919, elle a été classée au titre des Monuments Historiques, mais en 1929, un rapport signalait qu'elle était sur le point de s'écrouler et des travaux sont entrepris en 1931 pour la restaurer par le ministère des beaux-arts.

## Description
La maison est typique des constructions médiévales : au rez de chaussée, une boutique avec une arcade en anse de panier ainsi qu'une galerie soutenue par des piles en pierre et poteaux en bois permettait d'exposer les marchandises ; Au premier étage, présence d'une fenêtre à croisillons moulurée et le deuxième étage repose sur un encorbellement. L'ensemble est desservi par un escalier à vis et un cellier voûté en berceau est également présent.

## Galerie

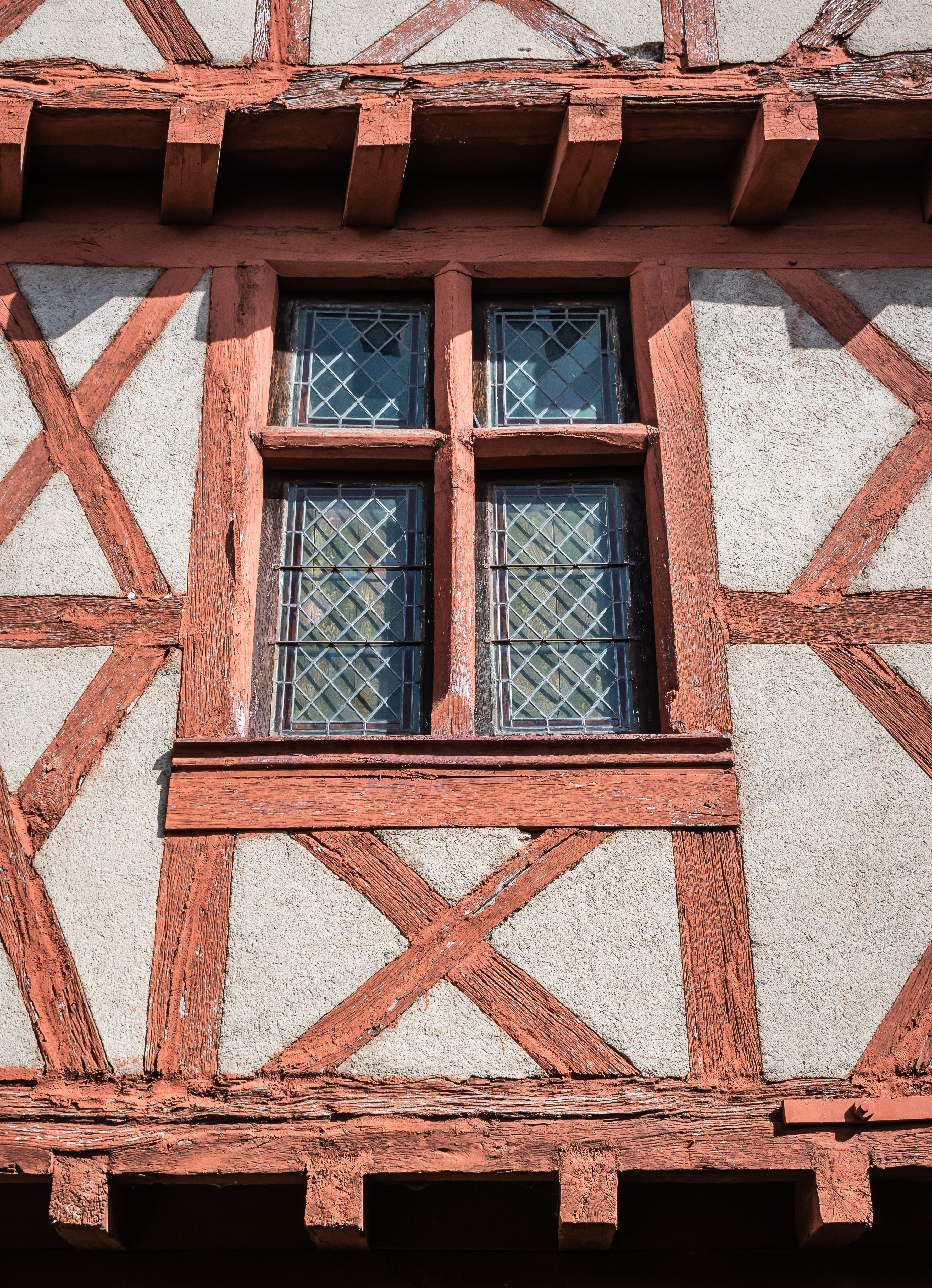
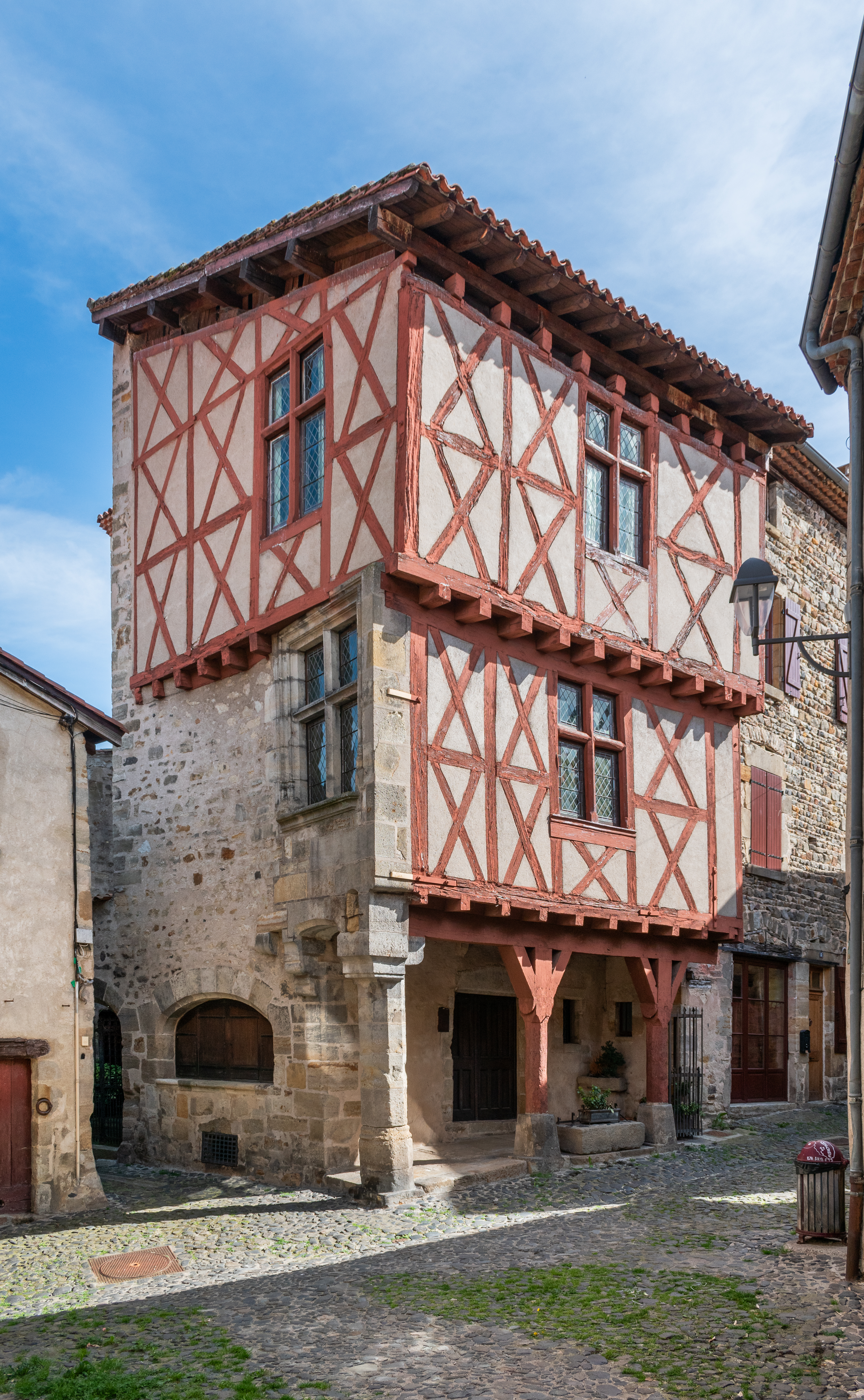